# Zinnia peruviana
Zinnia peruviana là một loài thực vật có hoa trong họ Cúc. Loài này được Carl Linnaeus mô tả khoa học đầu tiên năm 1753 dưới danh pháp Chrysogonum peruvianum. Năm 1759 ông chuyển nó sang chi Zinnia cũng do chính ông tạo ra.
Tên gọi thông thường trong tiếng Anh của nó là Peruvian zinnia, trong tiếng Trung là 多花百日菊 (đa hoa bách nhật cúc), 山菊花 (sơn cúc hoa), 疏花百日菊 (sơ hoa bách nhật cúc) và 五色梅 (ngũ sắc mai).

## Mô tả
Zinnia peruviana là thực vật một năm, cao 30-100 cm, trung bình khoảng 50 cm; không phân nhánh hoặc phân nhánh thưa ở phần xa gốc, có lông cứng. Thân cây ban đầu màu xanh lục sau chuyển thành màu vàng hoặc tía. Lá hình trứng, elip hay hình mác rộng, dài 2,5–7,0 cm, rộng 0,8–3,5 cm; 3 tới 5 gân; hơi thô ráp. Cuống lá dài 1,0–7,0 cm. Tổng bao hình chuông hẹp tới rộng, 0,9–1,8 × 1,0–2,0 cm. Lá bắc tổng bao hình trứng ngược tới thuôn dài, trở thành khô xác, nhẵn nhụi, đỉnh thuôn tròn, thường nguyên hoặc có khía không đều, đôi khi có lông rung. Vảy trấu (lá bắc con) màu đỏ tới tía hay vàng, đỉnh tù, có khía không đều hoặc gần như nguyên. Đầu hoa với 6–21 hoa tia màu đỏ thắm, nâu sẫm hay vàng (với cánh hoa thẳng hay hình thìa dài 0,8–2,5 cm) bao quanh 12–50 hoa đĩa màu vàng (với thùy tràng hoa dài 0,1 cm). Quả (tựa quả bế 1 hạt) hình mác ngược tới elip hẹp, dài 0,7–1,0 cm, 3 góc hay ép dẹp, có gân và lông rung, mào lông thường 1 râu mập dài 4-6 mm. 2n = 24.
Ra hoa mùa hè tới mùa thu. Môi trường sống là vệ đường đá, khe núi, đất đá vôi; ở cao độ 1.200–1.600 m.

## Phân bố
Loài bản địa châu Mỹ, từ miền nam Hoa Kỳ ở phía bắc tới miền bắc Argentina ở phía nam. Tìm thấy tại Argentina, Bolivia, Colombia, Ecuador, El Salvador, , Guatemala, Hoa Kỳ (Arizona, Florida, Georgia, North Carolina, South Carolina), Honduras, Mexico, Nicaragua, Paraguay, Peru, Venezuela.
Nó cũng du nhập vào Australia, Bahamas, Bangladesh, Botswana, Cabo Verde, Cuba, Cộng hòa Dominican, Đông Himalaya, Eritrea, Ethiopia, các đảo trong vịnh Guinea, Haiti, Hawaii, quần đảo Leeward, Lesotho, Mauritius, Nam Phi, Namibia, Nepal, Puerto Rico, Rodrigues, Réunion, Swaziland, Trinidad và Tobago, Trung Quốc, quần đảo Tubuai, Zimbabwe.